# Epidittico
L'epidittico è un discorso retorico indirizzato ad un pubblico generico con l'intento di dimostrare l'eccellenza di una persona o di una cosa.
È uno dei tre generi del discorso retorico menzionati da Aristotele in base al loro oggetto (causa) nel suo trattato Sulla retorica, ai quali diede i nomi di genere deliberativo, genere giudiziario e genere epidittico:
- genere giudiziario (γένος δικανικόν, genus iudiciale),[2] il primo a essere nato, si usa nei tribunali durante i processi e il suo fine è accusare o difendere secondo il criterio del giusto.
- genere deliberativo (γένος συμβουλευτικόν, genus deliberativum),[2] il genere che si usa quando si deve parlare davanti a un'assemblea politica, quando cioè si deve consigliare i membri della comunità secondo il criterio dell'utile, oppure sconsigliarli dimostrandone l'inutilità o il danno potenziale.
- genere epidittico (γένος ἐπιδεικτικόν, genus demonstrativum), il genere inventato, secondo Aristotele, da Gorgia, viene usato quando si deve tenere un elogio o il biasimo di qualcuno, o comunque si deve parlare davanti a un pubblico.

Sono detti epidittici anche alcuni epigrammi che trattano di argomento vario, generalmente narrativo, sia esso di tipo storico o di finzione. Tuttavia, secondo la convincente analisi di Marc Lauxtermann, tale catalogazione sarebbe stata introdotta solo dai dotti bizantini che si occuparono della redazione dell'Antologia Palatina e non corrisponde infatti a nessun genere epigrammatico antico a noi noto. Pertanto, al giorno d'oggi la definizione di epigramma epidittico si utilizza più per convenzione che per effettiva aderenza alla definizione di una categoria di epigrammi.